# ウボンラーチャターニー空港
ウボンラーチャターニー空港（ウボンラーチャターニーくうこう、タイ語 : ท่าอากาศยานนานาชาติอุบลราชธานี 、英語 : Ubon Ratchathani Airport）は、タイ王国東北部、ウボンラーチャターニー県ムアンウボンラーチャターニー郡ナイムアン町にある空港。

## 施設
滑走路は05/23方向に3,002m (9,848 ft) の長さの物が1本あり、空港ターミナルビルには2つのボーディング・ブリッジがある。

## 歴史
ベトナム戦争時にアメリカ軍がベトナム出撃の前線基地として開港した。ベトナム戦争終結後もタイ軍と民間の共用空港として供用されている。
2014年10月17日深夜2時頃、電源のショートにより出火。土産物店５店が全焼したほか、チェックインカウンター、 天井、空調設備、エックス線検査装置などが焼損した。
2015年9月13日に火災に伴う改修工事完了し、アーコム運輸相を迎えてオープニングセレモニーが行われた。
2018年5月1日午後6時頃、管制塔で出火。停電が発生したため、空港閉鎖となり7便に影響が出た。

## 利用者数
利用者数の推移は以下の通り
| 年     | 利用者数  | 運航便数 |
| ------ | --------- | -------- |
| 2010年 | 452,944   | 3,903    |
| 2011年 | 614,686   | 5,370    |
| 2012年 | 733,893   | 5,595    |
| 2013年 | 835,648   | 6,340    |
| 2014年 | 1,076,957 | 7,752    |
| 2015年 | 1,467,256 | 10,951   |
| 2016年 | 1,726,061 | 11,697   |
| 2017年 | 1,791,828 | 12,042   |
| 2018年 | 1,832,340 | 11,795   |
| 2019年 | 1,790,734 | 12,017   |

## 就航航空会社と就航都市
| 航空会社               | 就航地                          |
| ---------------------- | ------------------------------- |
| タイ国際航空           | バンコク/スワンナプーム         |
| タイ・ベトジェットエア | バンコク/スワンナプーム         |
| タイ・エアアジア       | バンコク/ドンムアン             |
| ノックエア             | バンコク/ドンムアン、チェンマイ |
| タイ・ライオン・エア   | バンコク/ドンムアン             |

出入国審査場や税関施設を有する国際空港であるが、定期便としての国際線の運航はなく不定期でチャーター便が運航している。